# NK Kuban Krasnodar
Nogometni Klub Kuban Krasnodar (rusko: Футбольный клуб »Кубань« Краснодар / Futboljnij klub »Kubanj« Krasnodar) je ruski profesionalni nogometni klub iz mesta Krasnodar, ki je bil ustanovljen leta 1928. 

## Igrišče
NK Kuban Krasnodar domače tekme igra na igrišču Kuban.

## Trofeje
- Prvenstvo RSFSR: 4
  - 1948, 1962, 1973, 1987